# Fuchs SE
Die Fuchs SE (Eigenschreibweise: FUCHS SE) ist ein deutscher Konzern im Mineralöl- und Chemiesektor mit Hauptsitz in Mannheim, der sich auf die Herstellung und den Vertrieb von Schmierstoffen konzentriert hat. Fuchs ist der größte unabhängige Schmierstoffhersteller weltweit.

## Geschichte

### Gründung

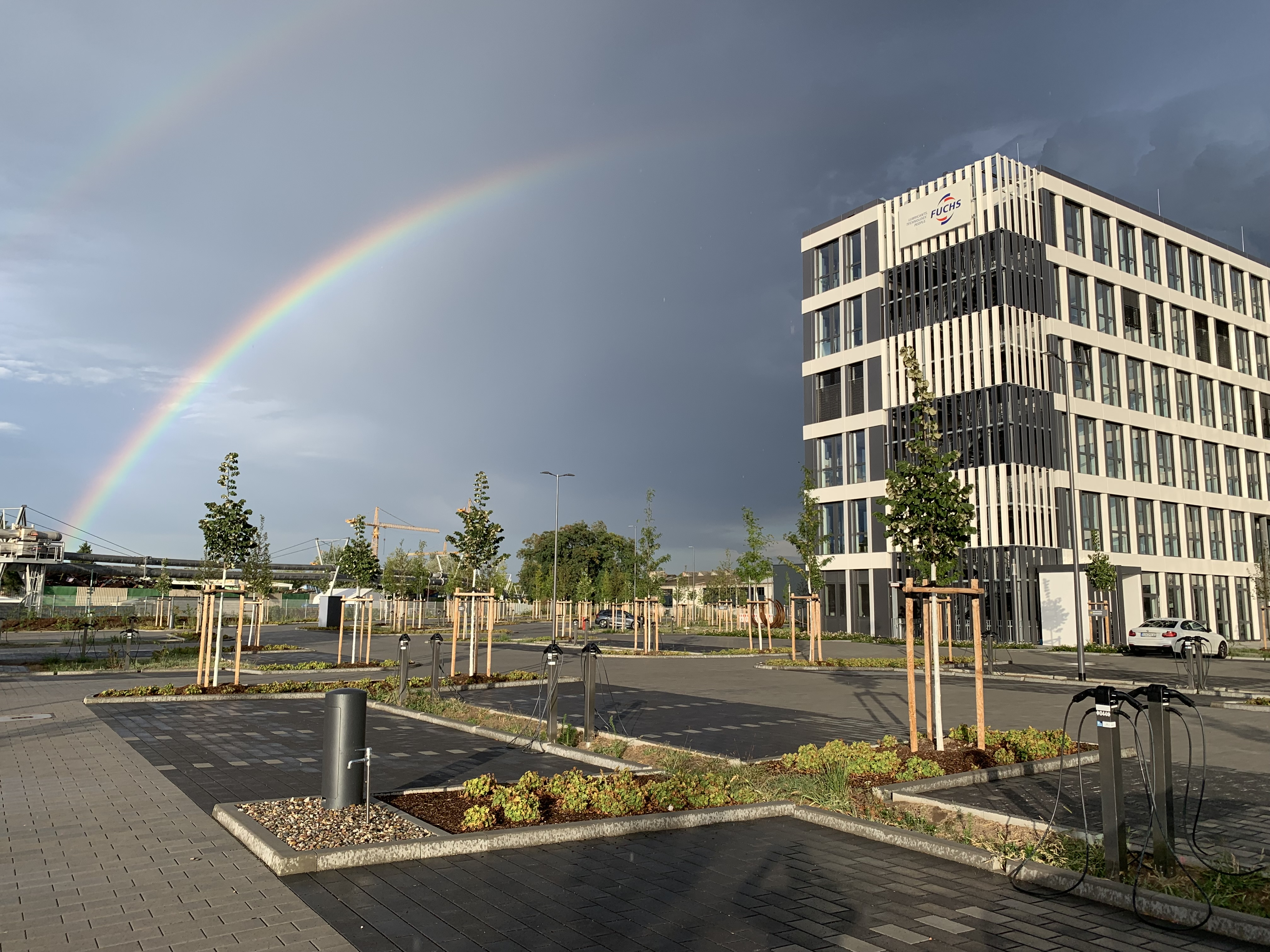
Firmenzentrale in Mannheim (2022)

Das Unternehmen wurde am 30. Mai 1931 von Rudolf Fuchs gegründet. Zunächst firmierte es unter dem Namen Rudolf Fuchs, wurde dann aber 1939 in Rudolf Fuchs Mineraloelwerke umbenannt. Im Mannheimer Schlachthof füllte der Firmengründer zuerst sein Guaranteed Pennsylvania Motor Oil, signiert mit dem Markennamen Penna Pura, in Kanister ab und verkaufte diese an Transportunternehmen im Mannheimer Hafen. 1936 entwickelte er das erste eigene Getriebeöl. Im selben Jahr eröffnete er außerdem die erste auswärtige Niederlassung in München.
1937 erwarb er ein Grundstück auf der Friesenheimer Insel, wo 1939 der Neubau des Firmensitzes eingeweiht wurde.

### Zweiter Weltkrieg und Nachkriegszeit
Zu Beginn des Zweiten Weltkrieges verlor Fuchs einerseits Kunden, da diese ihren Fuhrpark verkleinern und an die Wehrmacht abgeben mussten, aber auch Personal, da die männlichen Mitarbeiter in den Krieg eingezogen wurden. Neue Kunden fand er in der Industrie und entwickelte fortan Industrieöle.
Nach dem Krieg baute Fuchs einen Rennservice für den Motorsport auf und war ab 1948 auf großen Rennstrecken vertreten, wo von vielen Fahrern das Penna Pura Rennöl RC verwendet wurde.
Nach dem Tod von Rudolf Fuchs 1959 übernahm sein Sohn Manfred Fuchs ab 1963 die Führung des Unternehmens.

### Internationale Expansion
1968 wurden die ersten ausländischen Tochtergesellschaften in Frankreich und Spanien gegründet. 1972 wurde das deutsche Geschäft ausgegliedert und in der Fuchs Mineraloelwerke GmbH verselbstständigt. 1975 öffnet sich die Gruppe dem Kapitalmarkt durch die Gründung der Fuchs Beteiligungsgesellschaft KG. Danach erfolgte die Gründung von Tochtergesellschaften in Österreich, Schweden, Italien und Brasilien. 1978 löste die Marke Titan die Bezeichnung Penna Pura ab. 1981 trat Fuchs auch in den australischen, asiatischen und den amerikanischen Markt ein. 1985 unterzeichnete das Unternehmen einen Joint-Venture-Vertrag in China, der 1988 zur ersten Produktionsstätte in Yingkou führte. Bis dahin entwickelte sich Fuchs zu einem Konzern mit 80 Produktions- und Handelsgesellschaften. 1984 firmierte sich die Fuchs Beteiligungsgesellschaft KG in Fuchs Petrolub AG Oel + Chemie um.

### Börsengang und Investitionen
Infolge der Expansion und den damit verbundenen Kosten, beschloss Manfred Fuchs, mit dem Familienunternehmen an die Börse zu gehen. Damit die Stimmenmehrheit jedoch in der Familie verblieb, gab das Unternehmen zunächst Vorzugsaktien aus. Am 30. Januar 1985 folgte schließlich der Börsengang in Frankfurt, Stuttgart und später in Zürich. Ab 1986 ging Fuchs auch mit Stammaktien an die Börse.
Im Jahr 1989 übernahm Fuchs Petrolub den französischen Schmierstoffhersteller Labo Industrie S.A. und den britischen Schmierstoffhersteller Silkolene sowie 1991 Century Oils. 2000 erwirtschafteten rund 4000 Mitarbeiter einen Umsatz von etwa 900 Millionen Euro.
Am 1. Januar 2004 schied Manfred Fuchs aus dem Unternehmensvorstand aus und wechselte als stellvertretender Vorsitzender in den Aufsichtsrat. Sein Sohn Stefan Fuchs wurde neuer Vorstandsvorsitzender.
Bis 2006 stieg der Umsatz auf 1,2 Milliarden Euro. Seit dem 23. Juni 2008 sind die Vorzugsaktien von Fuchs im MDAX gelistet. 2013 folgte die Umwandlung der Aktiengesellschaft in die Fuchs Petrolub SE. 2014 wurde eine Kapitalerhöhung durchgeführt, u. a. um die Handelsliquidität der Fuchs-Aktien zu erhöhen. Dabei wurde per Stichtag 4. Juni 2014 die Aktienanzahl verdoppelt, wobei der Kurswert optisch halbiert wurde.
Im Jahr 2016 initiiert das Unternehmen sein bisher größtes Investitionsprogramm. Ca. 300 Millionen Euro flossen in Werkserweiterungen und den Bau neuer Produktionsanlagen weltweit. Zwischen 2016 und 2018 wurden so z. B. neue Fettanlagen in den USA und Südafrika sowie neue Produktionsanlagen in Australien und Schweden gebaut. Außerdem wurde in Wujiang, China, ein neues Werk für Schmierstoffe eröffnet und die Asien-Zentrale und das Forschungs- und Entwicklungszentrum in Shanghai erweitert und modernisiert. Zuletzt wurden eine neue Polyurea-Anlage in Kaiserslautern und ein neues Bürogebäude am Standort Mannheim gebaut. Immer wieder übernahm Fuchs auch kleinere, langjährige Handelspartner (u. a. in Ägypten, Australien, Finnland, Italien und den USA) und selten größere Hersteller, u. a. Statoil Fuel & Retail Lubricants AB (SFR Lubricants) (2015), Deutsche Pentosin-Werke GmbH (2015) und Nye Lubricants Inc. (2021).
2017 zog sich Manfred Fuchs aus dem Aufsichtsrat zurück; seine Nachfolgerin wurde seine Tochter Susanne Fuchs.
2021 übernahm Fuchs das Unternehmen Nye Lubricants.
Auf der Hauptversammlung am 3. Mai 2023 wurde eine Umfirmierung von Fuchs Petrolub SE zu Fuchs SE beschlossen.

## Unternehmensstruktur
Vorstandsvorsitzender der Fuchs SE ist Stefan Fuchs. Ebenfalls im Vorstand sind Isabelle Adelt (Finanzvorstand), Sebastian Heiner (Technikvorstand), Timo Reister und Ralph Rheinboldt. Vorsitzender des Aufsichtsrates ist Christoph Loos. Der Stammsitz des Unternehmens befindet sich in Mannheim auf der Friesenheimer Insel.
Fuchs betreibt 34 Produktionsstandorte und ist mit 56 Tochtergesellschaften in über 50 Ländern vertreten.

### Aktionärsstruktur
Mit rund 55 Prozent der Stammaktien hält die Familie Fuchs die Stimmenmehrheit. Die restlichen Aktien sind im Streubesitz.
| Anteil (in Prozent) | Anteilseigner                              |
| ------------------- | ------------------------------------------ |
| 55                  | Schutzgemeinschaft Fuchs (Familie Fuchs)   |
| 3–5                 | DWS Investments, gehört zur Deutschen Bank |
| 5–10                | Mawer Investment Management, Kanada        |
| 45                  | Streubesitz                                |

(Stand: 2022)

## Produkte und Branchen
Der Fuchs-Konzern konzentriert sich auf die Entwicklung, die Herstellung und den Vertrieb von Schmierstoffen. Diese umfassen neben automotiven Schmierstoffen, wie beispielsweise Getriebeöle, Schmierfette und Motorenöle, auch Schmiermittel für die Metallbearbeitung und Industrie, etwa Kühlschmierstoffe, Korrosionsschutzmittel und Reiniger.
Mit der Beteiligung an E-Lyte Innovations, einem Produzenten von Flüssig-Elektrolyten für Lithium-Ionen-Batterien, ist Fuchs Anfang 2022 zudem in den Markt für Elektrolyte eingestiegen.
Die Fuchs-Gruppe fertigt seit 2020 in allen produzierenden Tochtergesellschaften CO2-kompensiert. Seit 2021 werden auch alle nicht-produzierenden Tochtergesellschaften und alle Joint Ventures in die CO2-Neutralität mit einbezogen.

## Auszeichnungen
- 2014: Volkswagen Group Award[30]